# فرحه (فیلم)
فرحه (به عربی: فرحة، به زبان رومی: Farha) یک فیلم درام تاریخی محصول سال ۲۰۲۱ به کارگردانی و نویسندگی دارین جی. سالام است که با همکاری بین‌المللی دربارهٔ تجربه بلوغ یک دختر فلسطینی در جریان نکبت (فلسطین)، آوارگی فلسطینی‌ها از سرزمینشان در سال ۱۹۴۸ است. که همچنین آن را بر اساس داستانی واقعی نوشته‌است که در کودکی دربارهٔ دختری به نام رادیه به او گفته شده‌است. اولین نمایش آن در جشنواره فیلم تورنتو در ۱۴ سپتامبر ۲۰۲۱ بود و پخش آن در نتفلیکس در ۱ دسامبر ۲۰۲۲ آغاز شد.

## داستان
قبل از اخراج و فرار فلسطینیان در سال ۱۹۴۸، فرحه دختر ۱۴ ساله با دختران دیگر در یک روستای فلسطینی بازی می‌کند. در حالی که دختران دیگر از ازدواج دوست خود هیجان زده هستند، فرحه رؤیای ادامه تحصیل و رفتن به مدرسه در شهر را مانند بهترین دوستش فریده در سر می‌پروراند. فرحه از پدرش ابوفرحه می‌خواهد که او را برای مدرسه ثبت نام کند، اما پدرش می‌خواهد که او در عوض ازدواج کند. عمویش ابو ولید به دیدار ابوفرحه می‌رود. او از ابوفرحه می‌خواهد که درخواست‌های مکرر فرحه برای ادامه تحصیل را بررسی کند. در طول شب، گروهی از شبه نظامیان محلی فلسطینی از ابوفرحه که به عنوان رئیس و شهردار روستا عمل می‌کند، بازدید می‌کنند. آنها از او می‌خواهند که در جنگ در روز نکبت به آرمان آنها بپیوندد. ابوفرحه امتناع می‌کند و تکرار می‌کند که هدف اصلی او مراقبت از روستای خود است.  ابوفرحه او را به خانه‌شان برمی‌گرداند و خود را با تفنگ مسلح می‌کند و فرحه را در انبار قفل می‌کند و به او می‌گوید که پنهان بماند. او به او می‌گوید که وقتی امن باشد او را جمع می‌کند. فرحه روزها بدون هیچ خبری از پدرش در انباری حبس می‌شود، در حالی که همچنان صدای بمب و شلیک گلوله را از دور می‌شنود و فقط می‌تواند از سوراخی در انباری به حیاط خانه نگاه کند.

## تولید
این فیلم در اردن با فیلمبرداری توسط راشل عون فیلمبرداری شد. سالام در مصاحبه‌ای اظهار داشت که «برخی از خدمه هنگام تیراندازی پشت مانیتور گریه می‌کردند و به یاد خانواده‌ها و داستان‌هایشان و داستان‌هایی که از پدربزرگ و مادربزرگشان می‌شنیدند».

## بازخوردها
در راتن تومیتوز، این فیلم دارای رتبه تأیید ۱۰۰٪ (بر اساس ۸ نقد)، با میانگین امتیاز ۷٫۵ از ۱۰ است.
نقدی در نیویورک تایمز این فیلم را به عنوان «نوعی بی‌رحمانه از داستان بلوغ» توصیف کرد و گفت که در حالی که «در ابتدا در یک انبار کوچک آشکار می‌شود، [فیلم] حرف‌های زیادی می‌زند». سی‌ان‌ان گفت که این فیلم «چشم‌اندازی از وقایع منجر به تأسیس اسرائیل ارائه می‌کند که به ندرت در یک پلتفرم جریان اصلی جهانی دیده یا شنیده می‌شود». در نقدی برای هندو، فرحه به خاطر «پیام‌هایش به طور مختصر و بی‌رحمانه خشونت را از طریق روایتی بی‌هدف منتقل می‌کند» ستایش می‌شود.